# Metriocnemus ryutanus
Metriocnemus ryutanus är en tvåvingeart som beskrevs av Sasa och Hasegawa 1988. Metriocnemus ryutanus ingår i släktet Metriocnemus och familjen fjädermyggor. Inga underarter finns listade i Catalogue of Life.